# Castel Maggiore
Castel Maggiore é uma comuna italiana da região da Emília-Romanha, província de Bolonha, com cerca de 15.922 2001 habitantes. Estende-se por uma área de 30 km², tendo uma densidade populacional de 531 hab/km². Faz fronteira com Argelato, Bentivoglio, Bologna, Calderara di Reno, Granarolo dell'Emilia, Sala Bolognese.

## Demografia
| Variação demográfica do município entre 1861 e 2011                               |
|                                                                                   |
| Fonte: Istituto Nazionale di Statistica (ISTAT) - Elaboração gráfica da Wikipedia |